# Limnephilus thorus
Limnephilus thorus är en nattsländeart som beskrevs av Ross 1938. Limnephilus thorus ingår i släktet Limnephilus och familjen husmasknattsländor. Inga underarter finns listade i Catalogue of Life.